# Szlovák korona (1993)
A szlovák korona 1993. február 8-tól 2008. december 31-ig volt Szlovákia pénzneme. Előtte a csehszlovák korona, utána pedig az euró lett az ország hivatalos fizetőeszköze.

## Története
A második világháború alatt is korona volt Szlovákia pénzneme. A korona későbbi változata 1993. február 8-án jelent meg a cseh koronához hasonlóan. 1994 májusáig a régi, felülbélyegzett csehszlovák koronával párhuzamosan volt forgalomban. 1 szlovák korona (Slovenská koruna) 100 halierből áll. A váltópénzt a szlovákiai magyarság fillér néven ismerte.
Szlovákia 2007-ben teljesítette a konvergenciakritériumokat. 2009. január 1-jén az euró vált az ország fizetőeszközévé.

## Érmék, bankjegyek
A szlovák korona megjelenése óta szinte változatlan formában voltak jelen.
50 halier, 1 korona, 2 korona, 5 korona és 10 korona címletek érmék léteztek, amelyek előlapján egy-egy szlovákiai műalkotás látható, az érme címletének jelzése mellett (a koronákon az „Sk”, a haliereken a „h” rövidítés volt látható):
- Az 50 halieros érmén dévényi vár (Panenská veža).
- Az 1 koronáson Lőcsei Pál mester Madonnája.
- A 2 koronáson egy őskori termékenység-szobor a Kisváradi Vénusz (Nitriansky Hrádok).
- Az 5 koronáson egy régi kelta érme (biatec)
- A 10 koronáson pedig egy 10. századi kereszt, melyet Nagymácséd határában találtak meg.

Valamennyi érmét Drahomír Zobek tervezte és a körmöcbányai pénzverdében készültek.
Hátlapjukon egységesen a szlovák címer alatt lévő „SLOVENSKÁ REPUBLIKA” felirat, a készítés éve és egy védjegy volt látható. Az 1, 2 és 5 koronás érme anyaga acél, az egykoronás sárgarézbevonattal, a 2 és 5 koronás nikkelbevonattal készült. A 10 koronás érme anyaga réz-alumínium-nikkelötvözet (92% réz, 6% alumínium, 2% nikkel).
Korábban a halieres (10, 20, 50) címletek alumíniumból készültek, de 2004. január 1-jével a 10 és 20-as címleteket bevonták. Az 50 halieres 1996 óta vörösrézbevonattal készül, de korábbi alumíniumváltozata is forgalomban maradt.
A Szlovák Nemzeti Bank eddig  20 korona, 50 korona, 100 korona, 200 korona, 500 korona, 1000 korona és 5000 korona címletben adott ki bankjegyeket.
- A 20 koronás zöld, Pribina fejedelmet és a nyitrai várat ábrázolja.
- Az 50 koronás kék, rajta Cirill és Metód hittérítők és Zobordarázs középkori temploma látható.
- A piros 100 koronáson Lőcsei Pál mester Madonnája és a lőcsei Szt. Jakab-templom
- A zöld 200 koronáson Anton Bernolák és a 18. századi Nagyszombat
- A barna 500 koronáson Ľudovít Štúr és a pozsonyi vár
- A lila 1000 koronáson Andrej Hlinka és a rózsahegyi Szt. András-templom
- A narancssárga 5000 koronáson Milan Rastislav Štefánik és brádlei emlékműve látható.

Valamennyi bankjegyet Jozef Bubák festőművész tervezte. Többségük 1993-ban került forgalomba, a 200 és 5000 koronást csak 1996-ban vezették be.

## Szlovákia árfolyamrendszere
A szlovák korona 2005. november 28-a óta az Európai Árfolyam Mechanizmus, az ERM-2 tagja – ezzel a 2004 óta az Európai Unióhoz csatlakozott 12 új tagállam közül az elsők közt lépett az euró bevezetése előszobájának tekintett árfolyamrendszerbe.
Az ERM-2 tagság azt jelenti, hogy a korona ±15%-os (tehát összesen 30%-os) szélességű árfolyamsávban lebeghetett a középparitás körül. A középparitást a csatlakozáskor 38,4550 koronában jelölték ki az euró ellen. A koronának legalább két évet kell az ERM-2-ben töltenie jelentős leértékelődés nélkül ahhoz, hogy – ha a szlovák gazdasági mutatók továbbra is teljesítik az euró bevezetésének feltételeit – az ország az eurózónába léphessen.
A korona jelentősen felértékelődött 2006-ban, ennek ellenére a szlovák gazdaság 10%-hoz közeli éves ütemben bővült. 2007. március 16-án az Európai Bizottság egyértelmű jelét adta, hogy nem aggódik a korona erősödése miatt: a középparitást Szlovákiával egyetértésben 8,5%-kal felértékelték (azaz eltolták az árfolyamsávot az erősebb korona irányában), 35,4424 korona/euróra.

### Az euró bevezetése
2008. július 8-án az uniós pénzügyminiszterek tanácsa úgy határozott, a jelenlegi 30,1260 koronás középárfolyam a végleges váltási kurzus a január elsejei euróbevezetéshez, ezzel véglegesen jóváhagyta, hogy Szlovákia bevezesse az eurót, amelyre 2009. január 1-jén került sor.